# Port lotniczy Andenes
Port lotniczy Andenes – krajowy port lotniczy położony w Andenes. Jest jednym z największych portów lotniczych w północnej Norwegii.

## Linie lotnicze i połączenia
| Linia lotnicza        | Kierunek                                           |
| --------------------- | -------------------------------------------------- |
| Norwegian Air Shuttle | Sezonowo: 1. Oslo-Gardermoen                       |
| Widerøe               | 1. Bodø 2. Harstad/Narwik 3. Stokmarknes 4. Tromsø |